# ساندي بلوك
ساندي بلوك (بالإنجليزية: Sandy Block)‏ هو عازف جاز أمريكي، ولد في 16 يناير 1917، وتوفي في 1 أكتوبر 1985.

## وصلات خارجية
- ساندي بلوك على موقع ميوزك برينز (الإنجليزية)
- ساندي بلوك على موقع ميوزك برينز (الإنجليزية)
- ساندي بلوك على موقع أول ميوزيك (الإنجليزية)
- ساندي بلوك على موقع ديسكوغز (الإنجليزية)